# 제237전술통제비행대대
제237전술통제비행대대는 대한민국 공군의 근접항공지원(CAS) 임무를 수행하는 전투 비행대대이다. 원주 공군기지의 제8전투비행단 (대한민국) 소속이다.

## 역사

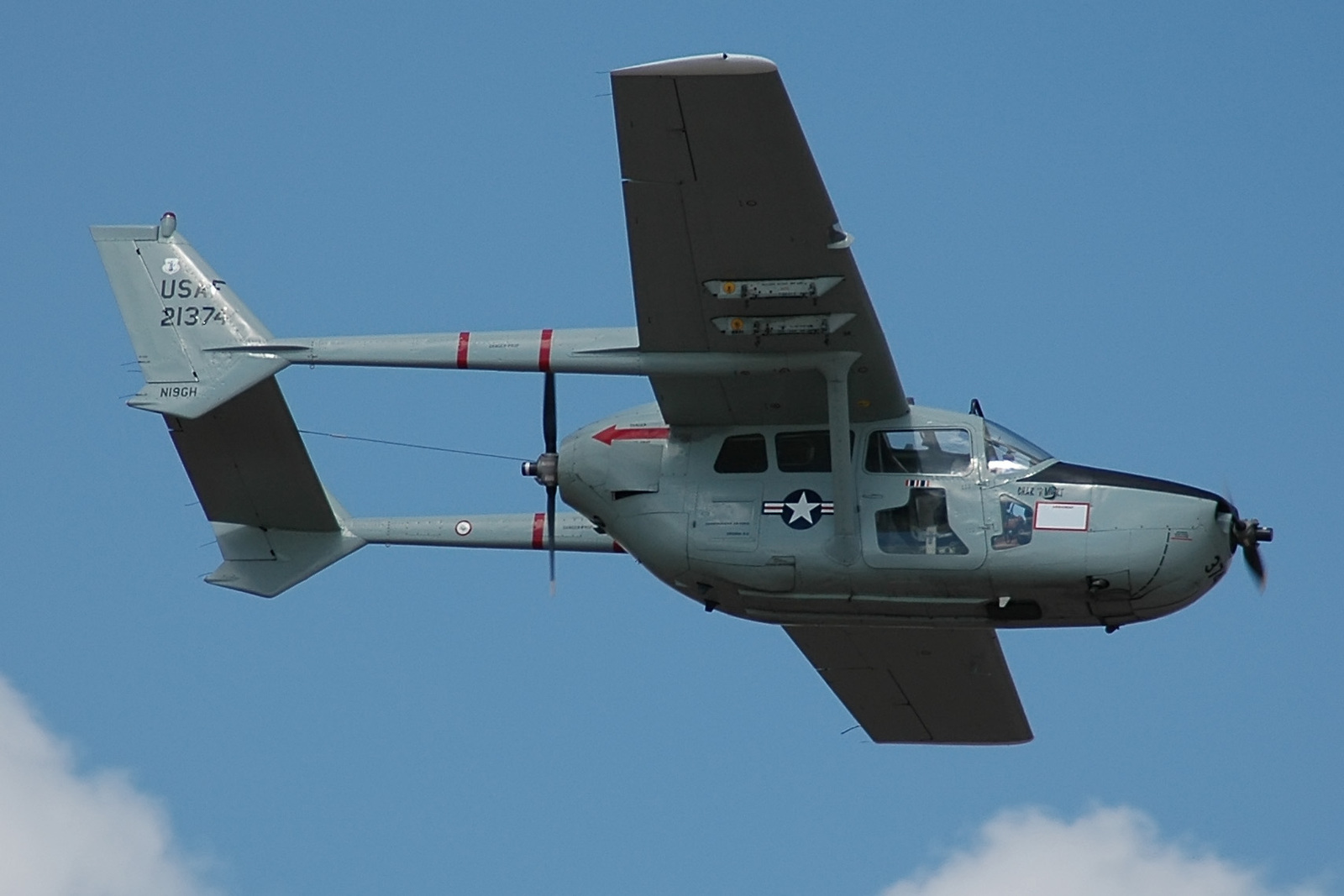
미국 공군 세스나 O-2 스카이마스터 공격기

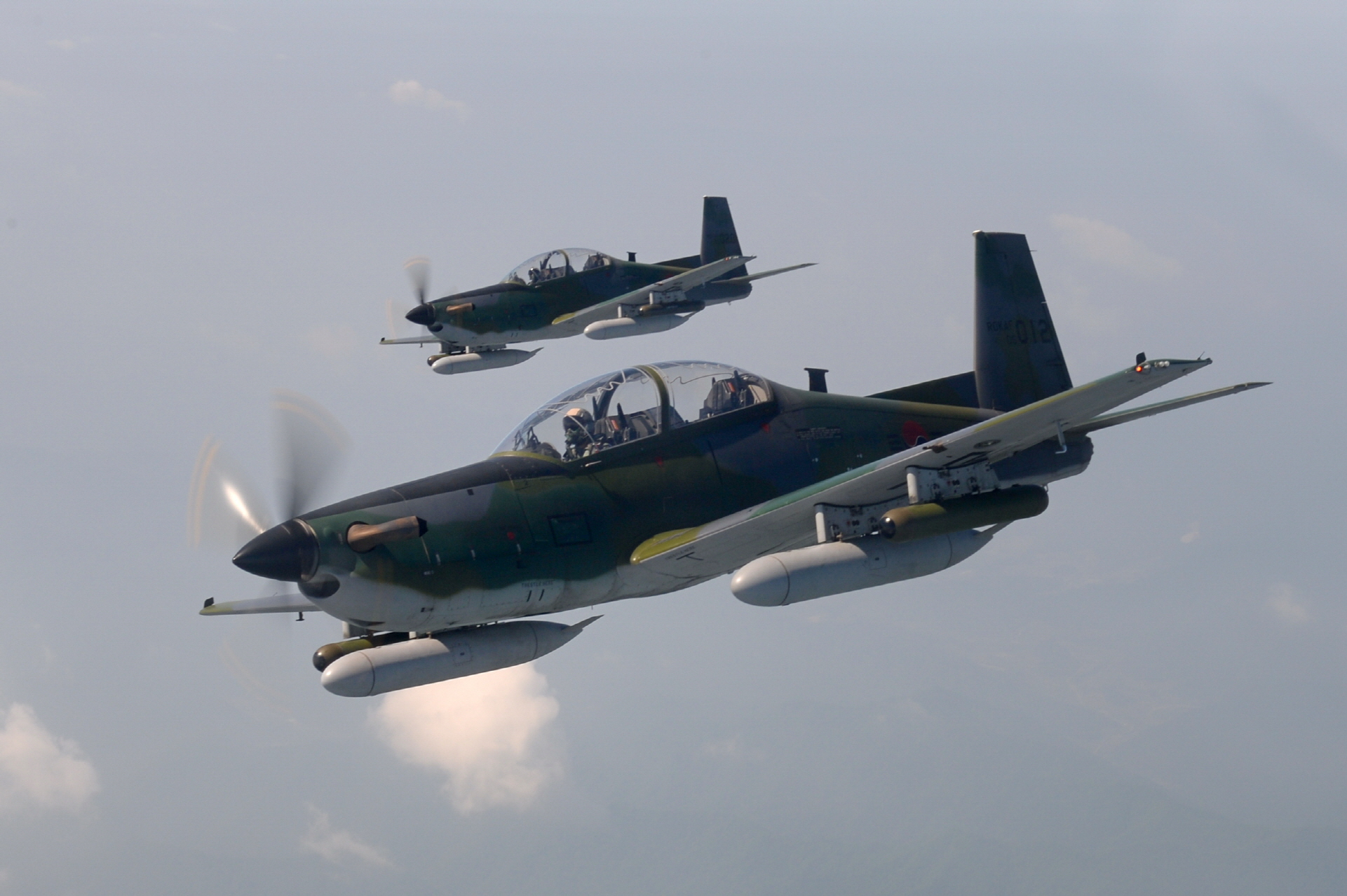
대한민국 공군 KAI KA-1 웅비 공격기

237대대는 1974년 창설되어 O-1, O-2 공격기로 근접항공지원(CAS) 공중통제 등 국내 유일의 전술통제비행대대로 활약해왔다.
1997년 강릉지역 무장공비 침투사건에 투입되었다.
2005년 KA-1 전술통제기 1호기를 도입했고, 2007년 전력화를 마치면서 KA-1 공중통제공격기 운용 부대로 재탄생했다.
2016년 5월, 40년 7개월이라는 공군 단일 비행대대 최장기간 무사고 기록을 수립했다.
KF-16 등 다른 전투기도 CAS 임무를 수행한다. 한국 공군 전력의 30%는 CAS 임무용으로 배정되어 있다.